# Гуманистическое движение (общество)
Гуманистическое движение, также известное под названиями Общество Послания Сило, Новый гуманизм, Универсальный гуманизм — этическое направление мысли и общественной деятельности, появившееся в XX веке в Аргентине
Гуманистическое движение было основано Марио Луис Родригес Кобос (исп. Mario Luis Rodríguez Cobos), выступающий под псевдонимом Сило, в Мендосе (Аргентина) 4 мая 1969 года, когда он произнес речь, известную как «Исцеление страдания». Сило держал эту речь в горах, неподалёку от чилийской границы, в местечке под названием Пунта-де-Вакас, поскольку военное правительство Аргентины в то время запретило ему произносить свои речи в каком-либо городе или общественном месте. Ему сказали: «Если ты хочешь — иди и произноси речи камням», — он так и сделал… Здесь присутствовало около 50000 слушателей, его друзей и участников первоначальной группы гуманистов из Чили, Аргентины, Перу, Боливии.
Движение, будучи первоначально почти совершенно неорганизованным, со временем сформировалось главным образом как совокупность групп, изучающих взаимоотношения между сознанием и миром, между индивидуальным и общественным страданием, а также процесс эволюции человека, приравненный к эволюции сознания. Они изучали с социальной и политической точек зрения проблему насилия, а также зависимость человека от круга насилия как одну из трагических характеристик человеческой истории вплоть до сегодняшнего дня.
В основе этого взгляда лежит понимание, что реальная история человечества начнется только когда оно сможет отвергнуть насилие и найти средства к его преодолению. В гуманистическом движении под влиянием учений Сило получила своё начало новая форма мышления, и был сформирован проект распространения этих основных идей по всему миру.
В настоящее время Гуманистическое движение представлено в ряде стран Южной Америки, в США, Испании, Италии, Индии, поддерживает дружеские связи с президентом Боливии Эво Моралесом. Представитель Гуманистического движения Томас Хирш (местная Гуманистическая партия) в 2005 году был кандидатом в президенты Чили. Начинающийся 2 октября 2009 года в Новой Зеландии Всемирный марш за мир и ненасилие завершился 2 января 2010 года в Пунта-де-Вакас, где в настоящее время расположен один из «мультикультурных парков» Гуманистического движения.